# Cultura Ciclista
Cultura Ciclista es una editorial con sede en Senan (Tarragona) especializada en ciclismo de carretera. Solo publica en soporte papel y la mayoría de las obras son traducciones de clásicos de este deporte en francés, inglés e italiano, aunque los últimos títulos que ha editado son originales en castellano.

## Historia
El proyecto se empieza a gestar en 2010. El promotor de la editorial, Bernat López, explica en la página web de Cultura Ciclista que puso en marcha el proyecto "por amor al ciclismo". Él mismo considera que hacía mucha falta porque en español, hasta el momento, no había ni 20 libros de ciclismo disponibles. Finalmente, los primeros libros se empiezan a publicar a finales de julio de 2012.
Sus primeras publicaciones fueron todas traducciones de libros ya existentes en el mercado extranjero que el propio Bernat traducía hasta que en 2013 publicó la Biografía de Luis Ocaña, primera biografía en español del conquense, escrita por el periodista especializado Carlos Arribas a cuya presentación acudió Pedro Delgado. Posteriormente siguió esa tendencia y diversos periodistas especializados españoles publicaron libros a través de esta editorial.

## Libros publicados
- Manuela Ronchi, Gianfranco Josti, Un hombre en fuga. Gloria y tragedia de Marco Pantani (Cultura Ciclista, 2012, ISBN 978-84-939948-4-6)[9]
- Laurent Fignon, Éramos jóvenes e inconscientes (Cultura Ciclista, 2012, ISBN 978-84-939948-5-3)
- Verner Møller, El chivo expiatorio. La UCI y el Tour contra Michael Rasmussen (Cultura Ciclista, 2012, ISBN 978-84-939948-1-5)
- Verner Møller, Un diablo llamado dopaje(Cultura Ciclista, 2012, ISBN 978-84-939948-1-5)
- Jean Bobet, Mañana salimos (Cultura Ciclista, 2012, ISBN 978-84-939948-0-8)
- Inventando el ciclismo. Charles Terront y la primera París-Brest-París (Cultura Ciclista, 2012, ISBN 978-84-939948-3-9)
- Cyrille Guimard, Metido en carrera (Cultura Ciclista, 2013, ISBN 978-84-939948-7-7)
- Marshall Major Taylor, Orgullo contra prejuicio (Cultura Ciclista, 2013, ISBN 978-84-939948-8-4)
- Lucy Fallon, Adrian Bell, ¡Viva la Vuelta! (Cultura Ciclista, 2013, ISBN 978-84-939948-9-1)
- Carlos Arribas, Ocaña. (Cultura Ciclista, 2013, ISBN 978-84-941898-0-7)
- Bjarne Riis, Nubes y claros. (Cultura Ciclista, 2014, ISBN 978-84-941898-3-8)
- Sergi López-Egea, Cuentos del Tour. (Cultura Ciclista, 2014, ISBN 978-84-941898-4-5)[10]
- Iván Vega, El primer campeón. El mundo que vio Mariano Cañardo. (Cultura Ciclista, 2014, ISBN 978-84-941898-8-3)
- Ainara Hernando, Por amor al ciclismo (Cultura Ciclista, 2014, ISBN 978-84-941898-9-0)
- Sergi López-Egea, Cuentos del pelotón (Cultura Ciclista, 2015, ISBN 978-84-943522-0-1)
- William Fotheringham,  La pasión de Fausto Coppi (Cultura Ciclista, 2015, ISBN 978-84-943522-1-8)
- Jaime Mir con Iván Vega, Secundario de Lujo. Una vida entre campeones (Cultura Ciclista, 2016, ISBN 978-84-943522-5-6)[11]
- Carlos Arribas, Sergi López-Egea, Cumbres de leyenda (Cultura Ciclista, 2016, ISBN 978-84-943522-3-2)[12]
- Carlos Tigero, La estela de Miguel en 101 imágenes (Cultura Ciclista, 2018, ISBN 978-84-943522-8-7)
- Iván Vega, Estilo Purito (Cultura Ciclista, 2018, ISBN 978-84-949278-0-5)
- Ainara Hernando, Cuando fuimos los mejores (Cultura Ciclista, 2019, 978-84-949278-1-2)
- Guy Roger, Bernal y los hijos de la cordillera (Cultura Ciclista, 2021, 978-84-949278-3-6)
- Andrea Bartali, Mi padre, Gino Bartali (Cultura Ciclista, 2021, 978-84-949278-4-3)
- Sergi López-Egea, El Tourmalet (Cultura Ciclista, 2021, 978-84-949278-5-0)